# Dusona erythrospila
Dusona erythrospila là một loài tò vò trong họ Ichneumonidae.